# Andreas Johansson (Fußballspieler, 1978)
Roy Johan Andreas Johansson (* 5. Juli 1978 in Vänersborg) ist ein ehemaliger schwedischer Fußballspieler. Der Offensivspieler, der zwischen 2002 und 2008 in der schwedischen Nationalmannschaft auflief, bestritt seine bisherige Laufbahn in Schweden, England und Dänemark. In Schweden und Dänemark gewann er jeweils nationale Titel.

## Werdegang

### Karrierestart in Schweden
Johansson begann seine Laufbahn bei Melleruds IF, wo er als 16-Jähriger in der Division 2 debütierte. Dort wurde er von den Verantwortlichen von Degerfors IF entdeckt und 1996 verpflichtet. Nach zwei Spielzeiten in der Allsvenskan, in denen er in 33 Erstligaspielen fünf Tore erzielt hatte, stieg er mit dem Klub in die zweite Liga ab. Nachdem er mit der Mannschaft den direkten Wiederaufstieg verpasst hatte, zog es ihn Anfang 1999 zu AIK. Anfangs stand er regelmäßig in der Startformation des Klubs und erzielte im Achtelfinale des schwedischen Landespokals im April des Jahres den spielentscheidenden Treffer zum 1:0-Auswärtserfolg bei Halmstads BK. Auch bei den beiden Pokalendspielen gegen IFK Göteborg im Mai des Jahres war er bei Spielanpfiff auf dem Rasen, wurde aber beim Pokalsieg nach einem 1:0-Erfolg im Hinspiel durch ein Tor von Patrick Englund und einem 0:0-Remis im Rückspiel jeweils ausgewechselt. Anschließend verlor er jedoch seinen Stammplatz und fand sich auf der Ersatzbank wieder. War er kurzzeitig noch als Einwechselspieler zum Zug gekommen, gehörte er zeitweise nicht einmal mehr zum Kader an den Spieltagen.
Johansson entschloss sich daher nach einer Spielzeit zum Vereinswechsel und unterschrieb einen Vertrag beim Lokalrivalen Djurgårdens IF. Beim Absteiger etablierte er sich an der Seite von Samuel Wowoah, Pierre Gallo, Magnus Pehrsson und Stefan Bärlin auf Anhieb als Stammspieler in der Offensive und stieg mit der Mannschaft direkt wieder auf. Unter dem Trainerduo Zoran Lukić und Sören Åkeby überraschte die Mannschaft auch im schwedischen Oberhaus und platzierte sich als Aufsteiger hinter Hammarby IF auf dem zweiten Tabellenrang. Neben Niclas Rasck und Stefan Rehn gehörte der seinerzeit 23-jährige dabei mit 25 Ligaeinsätzen zu den meisteingesetzten Spielern im Saisonverlauf. Daraufhin verlängerte der Klub im Oktober 2001 seinen Vertrag um drei Jahre.
In der Spielzeit 2002 bildete Johansson gemeinsam mit Kim Källström das torgefährliche Offensivduo von Djurgårdens IF. Mit zehn Saisontoren hinter dem Mannschaftskameraden zweitgefährlichster Schütze vereinsintern hatte er entscheidend Anteil am Gewinn des neunten Meistertitels der Vereinsgeschichte, aber auch im erfolgreichen Pokalfinale 2002 wirkte er mit. Seine Leistungen honorierte das Nationaltrainerduo Tommy Söderberg und Lars Lagerbäck und im September des Jahres debütierte er beim 0:0-Unentschieden gegen Lettland im Rahmen der Qualifikation zur Europameisterschaft 2004 als Einwechselspieler für Magnus Svensson im Nationaljersey.
Auch in der Spielzeit 2003 wurde die Allsvenskan dominiert und die Konkurrenz mit sieben Punkten Vorsprung deklassiert. Erneut hinter Källström war er vor dem ebenfalls zweistellig treffenden Geert den Ouden mit zwölf Saisontoren zweitbester Torschütze des Klubs. Parallel etablierte er sich in der Nationalmannschaft und qualifizierte sich mit ihr für die Europameisterschaftsendrunde in Portugal. Anfang April 2004 verlängerte er seinen Vertrag bei Djurgårdens IF erneut um zwei Jahre. Nach den zwei erfolgreichen Jahren konnte er mit der Mannschaft in der anschließenden Spielzeit die Erfolge der Vorjahre in der Liga nicht bestätigen, als Tabellenvierter holte er mit der Mannschaft jedoch erneut den Landespokal. Dennoch konnte er sich nicht in den Kader für die Europameisterschaft spielen, erst beim letzten Länderspiel des Jahres – einem Freundschaftsspiel gegen Schottland – saß er zumindest wieder auf der Ersatzbank.

### Jahre im Ausland
Im Januar 2005 verließ Johansson die Allsvenskan und wechselte zum englischen Klub Wigan Athletic in die Football League Championship. Im Sommer stieg er mit dem Klub in die Premier League auf, war dabei aber lediglich mit einem Kurzeinsatz als Einwechselspieler beteiligt. Zwar kam er in der Eliteserie häufiger zum Einsatz, an der Seite von Leighton Baines, Henri Camara, Jimmy Bullard und Paul Scharner war er jedoch häufig nur Einwechselspieler. Nach der Verpflichtung von Trainer Chris Hutchings im Sommer 2007 wurde aussortiert.
Im Sommer 2007 verließ Johansson daher England und wechselte zu Aalborg BK in die dänische Superliga. An der Seite seiner Landsmänner Mattias Lindström und Rade Prica etablierte er sich als Stammspieler und kehrte kurzzeitig in die Nationalmannschaft zurück. Mit sieben Toren war er zudem maßgeblich am Gewinn des Meistertitels beteiligt. Auch in den folgenden beiden Spielzeiten gehörte er zu den Stützen der Mannschaft. 2009 stand er mit ihr im Endspiel um den dänischen Landespokal, das gegen den FC Kopenhagen mit einer 0:1-Niederlage verloren wurde. Jedoch geriet der Klub in finanzielle Probleme und konnte somit den Spieler nach Auslaufen des Vertrages im Sommer 2010 nicht halten.
Im Sommer 2010 wechselte Johansson ablösefrei innerhalb der Liga zu Odense BK. Hier erzielte er beim 3:0-Auftaktsieg gegen Esbjerg fB direkt das erste Saisontor für den Klub in der Spielzeit 2010/11. Nach einem durchwachsenen Saisonstar wurde Trainer Lars Olsen durch die Interimslösung Uffe Pedersen und später Henrik Clausen ersetzt. Zeitweise fand er sich dabei auf der Ersatzbank wieder, war aber über weite Strecken Stammspieler und belegte an der Seite von Peter Utaka, Éric Djemba-Djemba, Espen Ruud, Roy Carroll und Anders Møller Christensen am Saisonende – wenngleich mit 26 Punkten Rückstand auf Meister FC Kopenhagen – den zweiten Tabellenplatz. In der anschließenden Spielzeit rutschte er mit dem Klub in den Abstiegskampf, hielt jedoch mit der Mannschaft auf dem letzten Nicht-Abstiegsplatz die Klasse. Auch in der Hinserie der Spielzeit 2012/13 gehörte er unter dem neuen Trainer Troels Bech zu den Stammkräften, entschied sich jedoch zum Jahreswechsel zur Rückkehr nach Schweden.

### Rückkehr nach Schweden und Karriereende
Ende November 2012 fixierte DIF-Manager Magnus Pehrsson gemeinsam mit einem Leihgeschäft für den Argentinier Luis Solignac von Club Atlético Platense mit der Unterzeichnung eines Zweijahresvertrags für Johansson die ersten Transfers zum Jahreswechsel für dessen ehemaligen Klub Djurgårdens IF. In der Spielzeit 2013 war der Routinier einer der Garanten, dass sich die im Vorjahr lange Zeit im Abstiegskampf befindliche Mannschaft im mittleren Tabellenbereich festsetzte. In der folgenden Spielzeit rückte er zeitweise ins zweite Glied und bestritt mit sieben Einsätzen als Einwechselspieler zwei Drittel seiner 21 Saisonspiele von Beginn an. Nach Auslaufen seines Vertrages zum Jahresende beendete er ebenso wie sein Vereinskamerad Mattias Östberg seine aktive Laufbahn.

## Erfolge
- Schwedischer Meister: 2002, 2003
- Svenska Cupen: 1999, 2002, 2004
- Dänischer Meister: 2008